# Ulrik Adolph von Holstein (officer)
 Der er flere personer med dette navn, se Ulrik Adolf Holstein.
Ulrik Adolph von Holstein (8. september 1713 i Odense – 15. november 1783 i Oldenburg) var en dansk officer, bror til Adam Eggert og Conrad von Holstein.
Han var søn af Ditlev von Holstein og Jacobine Ernestine von Knuth og avancerede i Hæren til generalmajor.